# Saint-Donat (Québec)
Saint-Donat, chiamato anche Saint-Donat-de-Montcalm, è un comune del Canada, situato nella provincia del Québec, nella regione di Lanaudière.